# 100 Ghost Street: The Return of Richard Speck
Pour plus de détails, voir Fiche technique et Distribution.
100 Ghost Street: The Return of Richard Speck, ou Paranormal Entity 4: The Awakening, est un film d'horreur surnaturel de juillet 2012 écrit et réalisé par Martin Andersen et distribué par The Asylum. C’est un mockbuster du film Paranormal Activity 4.

## Synopsis
Les enquêteurs paranormaux Jackie, Adam, Sarah, Dave, Jim, Jen et Earl se rendent à l’hôpital communautaire abandonné de South Chicago, où le tueur de masse Richard Speck a tué huit étudiantes infirmières les 13 et 14 juillet 1966. Dans l’espoir de documenter toute activité paranormale, ils enregistrent l’expérience à l’aide de diverses caméras. Earl monte la garde à l’extérieur pendant que les autres se dirigent vers l’intérieur. Il entend bientôt un bruit étrange venant d’un gros tuyau, et enfonce sa tête à l’intérieur pour voir ce que c’est, se faisant décapiter par une force invisible. Dans le bâtiment, le groupe entend Sarah crier, la trouve face à un mur avec des égratignures sur les bras, et décide de la laisser se reposer dans l’une des chambres. Adam est bientôt traîné et tué par une force invisible, qui se révèle être le fantôme de Richard Speck quand il envahit la chambre de Sarah, et la déshabille brièvement avant de la tuer. Le groupe se rend vite compte qu’il y a quelque chose dans le bâtiment avec eux, et tente de s’échapper, mais trouve toutes les portes et fenêtres verrouillées et la porte d’entrée fermée.
Le groupe décide de trouver les clés pour déverrouiller la porte, bien qu’ils les aient laissées à Adam. À l’aide d’une traînée de sang et d’une voiture radiocommandée, ils trouvent le corps d’Adam dans un petit vide sanitaire, et Jackie va récupérer les clés. Cependant, alors qu’elle le fait, le fantôme la tue. Les autres rencontrent sur le toit l’agent d’entretien Mike, qui décide d’utiliser un coupe-boulons qu’il a pour forcer la porte. Cependant, Mike doit le récupérer parmi ses outils dans le sous-sol, et lorsqu’il va les récupérer, le fantôme le tue. Le fantôme pend alors Dave et poursuit Jen dans une chambre où elle réussit à se cacher sous un lit. Elle retrouve Jim et ils trouvent un petit vide sanitaire pour s’échapper. Cependant Jim, claustrophobe, refuse de passer, et Jen regarde avec horreur alors qu’il est tué par le fantôme. Jen rampe à l’extérieur, mais alors qu’elle s’éloigne du bâtiment, le fantôme arrive et la tue également. Elle laisse tomber la caméra, mettant fin au film.

## Distribution
- Jackie Moore : Jackie
- Adam LaFramboise : Adam
- Hayley Derryberry : Sarah
- Mike Holley : Mike
- Tony Besson : Dave
- Jim Shipley : Jim
- Jennifer Robyn Jacobs : Jen
- Chance Harlem, Jr. : Earl
- Nancy Leopardi : fantôme (voix)
- Steve Bencich : fantôme (voix)

## Accueil

### Réception critique
Contrairement aux trois films précédents, les critiques pour 100 Ghost Street: The Return of Richard Speck ont été légèrement plus positives, mais sont restées très négatives dans l’ensemble. Scott Foy de Dread Central a noté le film 3 étoiles sur 5 et l’a appelé le meilleur film de found footage réalisé par The Asylum .